# Mummelsee

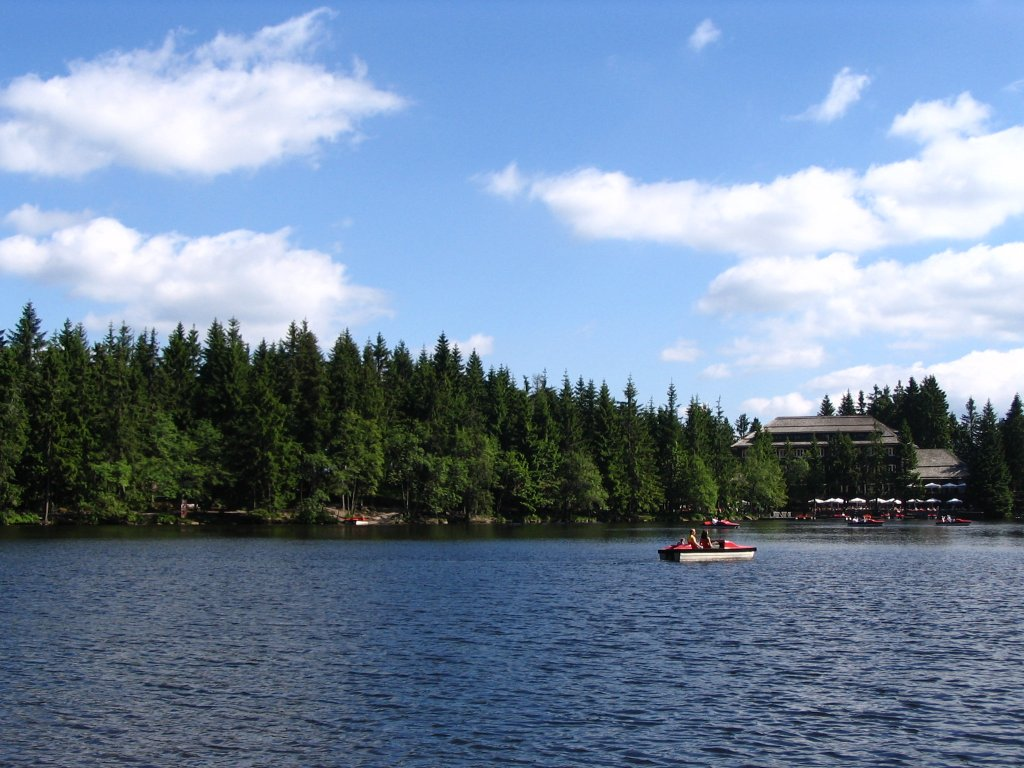
Vista del Mummelsee

Mummelsee, amb una profunditat de 17 m, és el llac situat a més altura (1.036 m) de la Selva Negra, al Land de Baden-Württemberg, Alemanya.
El llac està al costat de la carretera de la Selva Negra (Schwarzwaldhochstrasse), una pintoresca ruta que recorre indrets panoràmics de la zona. Per aquesta raó, s'ha convertit en un important centre turístic. El llac és petit i es pot fer un passeig al seu voltant en 15 minuts.
La tradició popular situa en el llac criatures màgiques i misterioses.